# Эрреньо
Эрре́ньо (исп. herreño — «иеррский») — испанский сыр из козьего, коровьего или овечьего молока, производимый на острове Иерро, входящий в состав Канарских островов.

## Производство
Сначала сыр подвергается ферментативной коагуляции, в результате чего он становится слегка прессованным. После этого сыр солят. После проветривания во влажной среде его коптят листьями опунции, стволами инжира и сушёным ладанником. В итоге, после копчения на корке появляются полированные линии.

## Внешний вид
Представлен в виде цилиндрической формы весом 1—3 кг, диаметром 12—22 см и жирностью 51 %. По консистенции твёрдый, светло-белого цвета.

## Подача
Этот сыр рекомендуется подавать с белым или розовым вином, если он свежий, и с красным вином, если сыр более зрелый. Также его можно приготовить на гриле с соусом мохо.